# Wal (Schiff)
Die Wal ist ein Dampfschiff, das von 1938 bis 1990 als Eisbrecher auf dem Nord-Ostsee-Kanal eingesetzt war. Seit Juni 1990 wird das Schiff von der Schiffahrts-Compagnie Bremerhaven e. V. als Museumsschiff eingesetzt. 
Das Schiff wurde 2019 unter Bremer Denkmalschutz gestellt.

## Geschichte
Das Schiff wurde im März 1937 von der Wasserstraßenverwaltung des Deutschen Reiches bei den Stettiner Oderwerken in Auftrag gegeben (Baunummer 800) und lief dort am 5. Mai 1938 vom Stapel. Am 20. Juni 1938 erfolgte die Ablieferung an das Wasserstraßenmaschinenamt Rendsburg, das die Wal für den Eisbrecherdienst auf dem Kaiser-Wilhelm-Kanal in Dienst stellte.
Während des Zweiten Weltkrieges war die Wal auch für die Kriegsmarine in der Kieler und Lübecker Bucht im Einsatz. Sie fuhr zeitweise mit militärischer Besatzung aus deutschen Kriegsmarineangehörigen und holländischen Heizern und war dann der 11. Hafenschutzflottille in Kiel-Holtenau unterstellt. Während einer Kesselreparatur in der Rostocker Neptun Werft ging die Wal am 26. April 1942 nach einem Bombennahtreffer auf Grund. Das Schiff wurde im Mai 1942 von der Bugsier-, Reederei- und Bergungsgesellschaft gehoben und danach bis Januar 1943 von der Lübecker Maschinenbau Gesellschaft repariert. Im März 1945 brachte die Wal im Rahmen der Verwundeten- und Flüchtlingstransporte über die Ostsee Flüchtlinge von Danzig über die Ostsee nach Westen.
Bevor die Wal 1950 wieder an das Wasserstraßenmaschinenamt Rendsburg übergeben wurde, war sie mit der Schiffskennung KC 69 von der britischen Militärregierung wieder auf dem Kaiser-Wilhelm-Kanal (seit 1948 Nord-Ostsee-Kanal) im Einsatz.
Den Wiederaufbau der Insel Helgoland unterstützte die Wal 1952 mit Nachschubfahrten. Nach Problemen mit der Feuerung wurde das Schiff von März 1963 bis Dezember 1965 auf der Staatswerft Rendsburg-Saatsee umgebaut und die Kohlenfeuerung durch zwei ölgefeuerte Kessel ersetzt. Ihren letzten Eisbrechereinsatz auf dem Nord-Ostsee-Kanal fuhr die Wal im Februar 1987. Eine Gästefahrt anlässlich des 50. Dienstjubiläums war im Dezember 1988 die letzte große Fahrt des Eisbrechers, bevor er 1990 außer Dienst gestellt wurde.
Die „Schiffahrts-Compagnie Bremerhaven e. V.“ erwarb die Wal für 48.000 Deutsche Mark und überführte sie am 1./2. Juni 1990 von Rendsburg nach Bremerhaven. Das Schiff wurde binnen eines Jahres restauriert und für den Einsatz als Museumsschiff umgebaut. Eine ehrenamtliche Besatzung unterhält das Traditionsschiff und bietet Mitfahrten auf der Weser, nach Helgoland, zur Kieler Woche, zum Dampf Rundum in Flensburg, zur Hanse Sail in Rostock oder zum Hafengeburtstag in Hamburg an. Zum Tag der Niedersachsen machte die Wal 2019 in Wilhelmshaven Station.
Die Instandhaltung des Schiffes kostet jährlich rund 142.500 Euro. Dazu kommen Treibstoffkosten.